# Benzolszármazékok
Benzolszármazékok vagy aromás vegyületek. Nagy és fontos csoportja a benzolt (C6H6) tartalmazó szénvegyületeknek. A benzolszármazékok nem mind kellemes szagúak; egy részük egészen szagtalan, míg más benzolszármazékok kellemetlen szagúak. Az aromás vegyületek elnevezés régebbi keletű; az e csoportba tartozó, már régebben ismert vegyületek nagy része kellemes illatú volt. E vegyületek az alifás vegyületeknél (a szénvegyületek másik nagy csoportja) stabilabbak és reakcióképesebbek. Kiemelendő, hogy igen könnyen nitroszármazékok keletkeznek belőlük, amely sajátság az alifás vegyületeknél nem észlelhető. A benzolban 6 vegyértékű C6 csoportot, az úgynevezett benzolcsoportot kell feltételezni. A benzolcsoport szerkezete szimmetriás, azaz minden szabad vegyértéke egyenlő értékű. A szénatomok kapcsolódása felváltva 2 pár és 1 pár vegyértékkel történik és a 6 szénatom együttesen egy zárt gyűrűt képez. A szénatomok efféle csoportosulásának hipotézise August Kekulétől ered.
Mások is szerkesztettek ilyen benzolsémákat, így Ladenburg (hasáb), Thomsen (oktaéder), Claus (diatonális), Baeyer (centrikus). A legegyszerűbben úgy jelölik a benzolcsoportot, hogy szabályos hatszöget rajzolnak, s ebbe C6-ot irnak.
A hatszög minden csúcsa egy-egy szabad vegyértéket jelent. A benzolszármazékok száma igen nagy; már eddig is több ezerre megy az ismert vegyületek száma, azoké pedig, amelyek előreláthatólag még előállíthatók, majdnem határtalan. A benzolszármazékok számát az izoméria jelensége is nagyban növeli. Az izoméria eseteinek könnyebb jelölése kedvéért a benzol hatszögű sémáját számokkal is szokás ellátni. Abban az esetben, ha a benzolban csak 1 szubsztituens van, izoméria nem lehetséges. De már ha 2 szubsztituens van, relatív helyzetük 3-féle lehet, és így 3 különféle sajátságú vegyület van, amelyeknek kémiai és fizikai sajátságaik eltérők, noha százalékos összetételük ugyanaz. Ugyanis a szubsztituensek vagy egymás mellett vannak, avagy közöttük 1 vagy 2 hidrogénatom van. Az izoméria eseteit orto, meta és para szókkal szokás megjelölni. E viszonyokat a következő rajtok teszik megérthetőkké. Az orto-származékokat úgy is szokták jelölni, hogy a kémiai képlet mögé zárójelben 1, 2-t tesznek.
(Természetesen a 2, 3–3, 4–4, 5–5, 6–6, 1 is orto-helyzetet jelenthet). A meta-származékok 1, 3, a para-származékok 1, 4 számokkal vannak jelölve. Például vehető e benzol dihidroxiszármazéka C6H4(OH)2. E vegyület a benzol azon származéka, melyben 2 hidrogént 2 hidroxilcsoporttal (OH) cserélünk ki. Az elmondottak szerint 3 izomer dihidroxibenzolnak kell lenni, és valóban 3 izomer benzoldiol ismeretes:
- orto-dihidroxibenzol vagy pirokatechin C6H4(OH)2(1, 2)
- meta-dihidroxibenzol vagy rezorcin C6H4(OH)2(1, 3)
- para-dihidroxibenzol vagy hidrokinon C6H4(OH)2(1, 4)

A benzolban 3 csoporttal helyettesítve szintén 3 izomer vegyület lehetséges. A csoportok egymáshoz való viszonya vagy vicinális (szomszédos) vagy aszimmetriás vagy szimmetriás.
Természetesen itt is számokkal jelölhető a csoportok elrendezése; a vicinálist 1, 2, 3-mal, az aszimmetriást 1, 2, 4-gyel, a szimmetriást pedig 1, 3, 5-tel lehet megjelölni. Három az izomer vegyületek száma akkor is, ha 4 azonos szubsztituens van. A vegyületek elnevezése és a jelölés az előbbinek megfelelő; itt is vicinális (1, 2, 3, 4), aszimmetriás (1, 2, 3, 5) és szimmetriás (1, 2, 4, 5) helyzet lehetséges. Ha a szubsztituensek száma 5 vagy 6, és azok egymással azonosak, akkor izomer vegyület nem lehet. Abban az esetben, ha a szubsztituensek nem azonosak, az izomériák száma többnyire jelentősen növekedik. A két csoporttal való helyettesítéskor akár azonosak azok, akár különbözők, mindig csak 3 izomer vegyület jöhet létre. De már ha 3 csoport a helyettesítő és 2 azonos, míg a 3. különböző, ebben az esetben az izomerek száma 6. A 4, 5 és 6 különböző csoporttal való helyettesítés révén még nagyobb számú izomer vegyület vezethető le.

## A benzol közvetlen származékai

### A benzol homológjai
E szénhidrogének a benzolból úgy származnak, ha a benzolban levő hidrogénatomokat szénhidrogéncsoporttal helyettesítjük. Általános képletük C6H6-xRx, ahol R szénhidrogéncsoport. Pl.
- C6H5CH3 Toluol vagy metilbenzol; forráspont 11 °C
- C6H4(CH3)2 Orto-xilol vagy 1,2-dimetilbenzol; forráspont 143 °C
- C6H4(CH3)2 Meta-xilol vagy 1,3-dimetilbenzol; forráspont 137 °C
- C6H4(CH3)2 Para-xilol vagy 1,4-dimetilbenzol; forráspont 137 °C
- C6H5C2H5 Etilbenzol forráspont 134 °C

### Halogénszármazékok
C6H6-xXx. A benzolban vagy homológjaiban a hidrogént halogénnel (fluor, klór, bróm, jód az általános képletben X-szel jelölve) helyettesítve. Pl.
- C6H5Cl Klórbenzol forráspontja 132 °C
- C6H4Cl2 1,2-diklórbenzol forráspont 179 °C
- C6Cl6 Hexaklórbenzol olvadáspontja 226 °C, forráspont 332 °C
- C6H4ClCH3 1,4-klórtoluol olvadáspont 6,5 °C, forráspont 160 °C

### Nitroszármazékok
C6H6 - x(NO2)x. A helyettesítő csoport NO2 (ami nitrocsoport, egy vegyértékű). Pl.
- C6H5NO2 Nitrobenzol, mirbán olaj forráspont 205 °C
- C6H4(NO2)2 1,3-dinitrobenzol o.p. 9, °C

### Nitrozoszármazékok
C6H6 - x(NO)x. A helyettesítő az egy vegyértékű nitrozocsoport, NO. Pl.
C6H5NO nitrozobenzol.

### Aminoszármazékok
C6H6 - x(NH2)x. Az NH2 egy vegyértékű aminocsoport.
C6H5NH2 anilin forráspont 183 °C
C6H4(NH2CH3). Orto-aminotoluol vagy o-toluidin forráspont 199 °C

### Diazo- és azoszármazékok
E vegyületek a két vegyértékű (di)azo csoportot (N=N vagy N2) tartalmazzák. Ha e csoport mindkét vegyértéke benzolmaradékkal van telítve, a származék neve azovegyület; ha pedig az N2-csoport egyik vegyértékét benzolmaradékkal, a másikat pedig savmaradékkal kapcsoljuk össze, a diazo-vegyületek keletkeznek. Pl.
- (C6H5)N2(C6H5) Azobenzol olvadáspont 68 °C, fp. 293 °C
- (C6H5)N2(NO3) Salétromsavas diazobenzol (hevítéskor felrobban).

### Hidrazoszármazékok
A N2H2 két vegyértékű hidrazocsoport van bennük. Pl. C6H5(N2H2)C6H5 hidrazobenzol.

### Hidrazinszármazékok
Ezek a N2H3 egy vegyértékű hidrazin csoportot tartalmazzák. Pl. C6H5(N2H3) fenil-hidrazin. E vegyületben is a nitrogénatomok egymáshoz kapcsolódnak.

### Szulfoszármazékok vagy szulfonsavak
C6H6 - x(HSO3)x. Pl. C6H5(SO3H) benzolszulfonsav C6H4(SO2OH)2 (3 izomer lehetséges) benzoldiszulfonsavak. E vegyületek erős savak és szépen kristályosodó sóik nagy számban ismeretesek.
Benzolszulfonsav (C6H5HSO3). A benzol származékai közé tartozó szénvegyület. Előállítható benzolból, ha ugyanannyi tömény kénsavval hosszabb időn át melegítik. Az így kapott anyag még kénsavval van szennyezve. A tiszta sav a nyersből úgy készül, hogy ólom-karbonáttal telítik, így oldható ólom-benzolszulfonát és oldhatatlan ólom-szulfát keletkezik. A leszűrt oldatból előbbi kikristályosítható és kén-hidrogénnel elbontva, a szulfonsavat adja. A benzolszulfonsav színtelen, könnyen szétfolyó kristályokból áll; vízben és etanolban jól oldódik. Erős sav, mely bázisokkal többnyire jól kikristályosodó sókat képez.

### Hidroxiszármazékok vagyfenolok
C6H6 - x(OH)x. E fontos származékok nagy számát ismerjük és többet gyógyszerül használnak. Ahány bennük a hidroxilcsoport, annyi vegyértékűnek mondják a fenolt. Pl.
- C6H5OH Fenol vagy karbolsav: olvadáspont 40,5 °C; forráspont 183 °C
- C6H4(CH3)OH orto-krezol olvadáspont 31 °C, forráspont 188 °C
- C6H4(OH)2 Benzol-1,3-diol vagy rezorcin olvadáspont 118 °C, forráspont 276 °C
- C6H3(OH)3 Pirogallol vagy benzol-1,2,3-triol olvadáspontja 115 °C, forráspontja 309 ℃.

### Aromásalkoholokésaldehidek
Ha a benzolban a hidrogéneket hidroxialkilcsoporttal helyettesítjük, aromás alkoholok képződnek. Pl.
C6H5CH2OH benzil-alkohol. E vegyületek oxidációja révén aromás aldehidek keletkeznek. Pl.
C6H5CHO. Benzaldehid.

### Karbonsavak
C6H6 - x(COOH)x. E savak a benzolból úgy keletkeznek, hogy a benzolban egy vagy több hidrogént egy 1 vegyértékű karboxilcsoporttal (-COOH) helyettesítenek. Pl.
- C6H5COOH Benzoesav, olvadáspontja 120 °C
- C6H4(OH)COOH 2-hidroxibenzoesav, vagy szalicilsav, olvadáspontja 156 °C
- C6H4(COOH)2 benzol-1,2-dikarbonsav vagy ftálsav, olvadáspontja 184 °C

Csupán még az említendő meg – ami azonban már a példákban is ki volt tüntetve; hogy vegyes származékok is vannak. Így pl. a következő vegyület hidroxi- és nitroszármazéknak tekinthető: C6H2(NO2)3OH 2,4,6-trinitrofenol v. pikrinsav.

## Polibenzol-vegyületek
Olyan aromás vegyületek ezek, amelyek két vagy több benzolgyűrűt tartalmaznak. E vegyületekben vagy maguk a benzolgyűrűk közvetlenül kapcsolódnak (például (C6H5)2 vagy Ph2 bifenil) vagy pedig más csoportok révén történik e kapcsolódás (pl. CH2(C6H5)2 a. m. difenil-metán). Természetesen e vegyületekből is egészen megfelelő származékok vezethetők le, mint a benzolból, tehát ezeknek klór, hidroxi stb. származékai is vannak.

## Kondenzált benzol-vegyületek
Ezek az előbbi csoport vegyületeivel annyiban megegyezők, hogy szintén két vagy több benzolgyűrűből állanak, de e gyűrűk több szénatomja közös. Ilyen származék a naftalin és a fenantrén. Ide tartozik az antracén C6H4C2H2C6H4 is.
A benzol származékaival közeli rokonságban állanak a piridin és a kinolin nevű vegyületek, amelyek a benzolból, ill. naftalinból úgy származnak, hogy abban egy CH-csoport helyét egy nitrogénatom pótolja.
Az alkaloidok e vegyületek származékainak tekintendők.